# Universidad Federal de Santa Catarina
La Universidad Federal de Santa Catarina (portugués: Universidade Federal de Santa Catarina), cuyas siglas institucionales son UFSC, es una universidad pública que se encuentra en la ciudad de Florianópolis, en el estado de Santa Catarina, Brasil, siendo la única universidad federal de ese estado.
Considerada una de las universidades líderes en Brasil, la UFSC es la novena mejor universidad de América Latina en el ranking de Times Higher Education; la 22 para el QS World University Rankings, y clasificada como la décima mejor institución de educación superior en América Latina por el Webometrics Ranking of World Universities. En el ranking anual del diario brasileño Folha de São Paulo, es la sexta mejor universidad brasileña.

## Historia
El 11 de febrero de 1932 se crea la facultad de derecho, primera institución de educación superior del estado de Santa Catarina. Inicialmente organizada como un instituto libre, fue oficializada por decreto estatal en 1935. A partir de la primera facultad nació la idea de crear una universidad que reuniera todas las facultades existentes en Florianópolis, capital del estado. El 18 de diciembre de 1960 fue creada la Universidad de Santa Catarina por el Prof. Joao David Ferreira Lima, conforme a la ley 3.849, que reunía las facultades de derecho, medicina, farmacia, odontología, filosofía, ciencias económicas, servicio social y la escuela de ingeniería industrial, siendo instalada oficialmente el 12 de marzo de 1962. La ley 2.664 del 20 de enero de 1961 sancionó la construcción de un campus universitario en terrenos de la exhacienda de Assis Brasil, localizada en el barrio de la Trinidad. Con la reforma universitaria promulgada en el decreto 64.824 del 15 de julio de 1969 se eliminaron las facultades, y la universidad adquirió su actual estructura educativa y administrativa.
En 1979, la UFSC obtiene por medio de un convenio con el Ministerio de Marina la concesión de la Isla de Anhatomirim, la cual cuenta una superficie de 45.000 metros cuadrados, en donde se encuentra emplazada la Fortaleza de Santa Cruz. En 1990, un nuevo convenio con el Ministerio de Marina le otorga a la UFSC la Fortaleza de Santo Antônio en la Isla de Ratones Grande. En ambas islas la universidad ha desarrollado trabajos de pesca en el área de acuicultura y mamíferos acuáticos. En 1992, una vez más, la universidad asume la Fortaleza de São José da Ponta Grossa al norte de la Isla de Santa Catarina. Las tres fortalezsa fueron restauradas por la universidad con recursos de la Fundación Banco de Brasil, en donde se desarrollan trabajos de turismo educativo con la participación de estudiantes universitarios.